# Polypedates chenfui
Polypedates chenfui é uma espécie de anfíbio da família Rhacophoridae.
É endémica da China.
Os seus habitats naturais são: florestas temperadas, florestas subtropicais ou tropicais húmidas de baixa altitude, regiões subtropicais ou tropicais húmidas de alta altitude, matagal húmido tropical ou subtropical, marismas de água doce, jardins rurais, lagoas e terras irrigadas.
Está ameaçada por perda de habitat.